# Red Pelicans
Die Red Pelicans (dt. übersetzt: Rote Pelikane) waren das offizielle Kunstflugteam der Royal Air Force, bevor die Red Arrows diese Aufgabe im Jahr 1965 übernahmen. Die Red Pelicans flogen die BAC Jet Provost.

## Geschichte
Im Jahr 1958 bildete die Central Flying School auf der RAF Little Rissington Basis ein Kunstflug Display Team mit vier Jet Provost T1s, das als die Spatzen (Sparrows) bekannt war. Das Team hatte zuvor die Percival Provost geflogen. Dieses Team wurde im folgenden Jahr umbenannt in "The Redskins".
Im Jahr 1960 wurden das Flugzeug mit der Jet Provost T3 ersetzt und das Team umbenannt "The Pelicans" nach dem Maskottchen des Zentral Flying School. Die Flugzeuge des Teams hatte keine spezielle Markierungen aufgebracht, aber trug die Standard Silber und Orange Day-Glo Trainings Farben die zu dieser Zeit üblich war.
Nach der Hälfte der Saison 1962 wurde das Team mit vier Jet Provost T4s ausgestattet und ein Rauchererzeugungssystem wurde eingebaut und damit das "Red Pelicans" Team geboren. Die "Red Pelicans" zeigten Aufführungen im ganzen Land, einschließlich der SBAC Farnborough International Airshow. Die Saison 1963 begann das Team auf sechs Flugzeuge erweitert. Den Flugzeugen wurden auch ein neues Farbschema gegeben, eine komplette dayglo rote Bemalung.
Am Ende des Displays Saison entschied der RAF, dass die Red Pelicans das Hauptvorführteam der Royal Air Force für 1964 sind und von Flt Lt TEL Lloyd geführt werden. Die Red Pelicans ersetzten die No. 56 Squadron RAF Firebirds (Phönix (Mythologie)) mit English Electric Lightning Flugzeugen in dieser Aufgabe.
Im Jahr 1965 übernahmen die Red Arrows die Rolle als RAF-Kunstflug-Team und die Red Pelicans wurden auf vier Flugzeuge ohne Rauchsystem verkleinert. Sie wurden auch in einem (englischen) Briefkasten-rot-Farbton neu lackiert. Pakistanische Piloten lernten den Kunstflug bei den Red Pelicans und konnten mit dem erworbenen Wissen in Pakistan das Kunstflugteam Sherdils aufbauen. Die Red Pelicans hatten auch weiterhin die Massen an Flugshows unterhalten, d oft neben den Red Arrows, bis sie gezwungen waren, am Ende der Saison 1973 aufgrund der Ölpreiskrise 1973 sich aufzulösen.